# Éditions de l'Olivier
Éditions de l'Olivier es un editorial francesa creada por Olivier Cohen. Con sede en el número 96 del boulevard de Montparnasse, en el XIV Distrito de París, fue fundada en 1991 y se ha especializado en literatura francesa y literatura extranjera. Entre otros, ha publicado a autores como Jakuta Alikavazovic.

## Historia
Casa editorial fundada en 1991.
En 2017, la empresa obtuvo una cifra de negocio de 1.813.700 €.